# San Biagio (Pistoia)
San Biagio è un quartiere della zona Ovest del comune di Pistoia.
I suoi confini sono segnati, ad Ovest, dal torrente Ombrone e, ad Est, dal viale Adua -  Capostrada, a Nord, e Vicofaro, a Sud.
Zona ricca di giardini pubblici, San Biagio presenta principalmente condomini di medie dimensioni, ma anche diverse case coloniche.
Dista circa 3 kilometri dal centro cittadino e circa 5 kilometri dell'autostrada Firenze-Mare.

## Comunicazioni
A San Biagio arriva l'uscita ovest del Raccordo di Pistoia e la strada regionale che sale a Montagnana Pistoiese fino ad incontrare, a Femminamorta (Marliana), la Strada statale 633 Mammianese-Marlianese, e che quindi collega Pistoia al contiguo comune di Marliana (PT).
Le strade principali e di maggior affluenza sono via Salvo D'Acquisto, via di San Biagio in Cascheri, via Borgognoni e via Fratelli Rosselli.

## Edifici religiosi
Nel quartiere di San Biagio sono presenti due chiese, entrambe appartenenti alla parrocchia di San Biagio in Cascheri.
La più antica delle due si trova in via San Biagio in Cascheri, nei pressi del torrente Ombrone, mentre l'altra si trova in via Don Minzoni nei pressi di Viale Adua ed è quella dove si celebrano la maggior parte dei riti.

## Edifici scolastici
A San Biagio, in via Salvo D'Acquisto, ci sono una scuola dell'infanzia ed una scuola primaria entrambe intitolate ad Alessandro Bertocci ed appartenenti al quarto circolo didattico di Pistoia.